# Kéfera Buchmann
Kéfera Buchmann de Mattos Johnson Pereira (sinh ngày 25 tháng 1 năm 1993) là một nữ diễn viên, vlogger, và nhà văn người Brasil. Cô được biết đến với kênh YouTube của cô là '5incominutos', đó là kênh YouTube nữ đầu tiên đã đạt được hơn 10 triệu lượt đăng ký ở Brasil. Năm 2016, Forbes đã liệt cô là một trong những người phụ nữ trẻ có ảnh hưởng lớn nhất ở Brasil.
Kênh 5incominutos của cô hiện đang có 11 triệu lượt đăng ký.

## Điện ảnh

### Web/Internet
| Năm          | Tên                                       | Vai                   | Chú thích                                              |
| ------------ | ----------------------------------------- | --------------------- | ------------------------------------------------------ |
| 2010–nay     | 5inco Minutos                             | Herself               | First notable work                                     |
| 2011–nay     | Kéfera Vlog (Kéfera Daily)                | Herself               | Random Videos from day to day                          |
| 2014         | Parafernalha                              | Special participation | Sketch: "Tipos de Amigos Que Você Encontra Numa Festa" |
| 2015         | Minha Vida de Atriz                       | Herself               | Backstage of her theater tour: "Deixa Eu Te Contar"    |
| 2015         | #YOLOVEGAS                                | Herself               | Webseries recorded in Rock in Rio Las Vegas            |
| 2015         | YouTube FanFest Brasil                    | Herself               | Exclusive event for YouTube                            |
| 2015–present | Kéfera Viaja                              | Herself               | A series in which she travels around the world         |
| 2016         | Tô Voando                                 | Herself               | Trilogy sports videos for ɑdidɑs                       |
| 2017         | When Someone Disrespects Your Best Friend | Herself               | Lele Pons exclusive videos                             |
| 2017         | When Your Friends Are Better Than You     | Herself               | Lele Pons exclusive videos                             |

### Truyền hình
| Năm  | Tên                 | Vai                                 |
| ---- | ------------------- | ----------------------------------- |
| 2013 | Zica                | Host                                |
| 2014 | Coletivation        | Host                                |
| 2016 | Programa do Porchat | Special participation as a youtuber |
| 2018 | Espelho da Vida     | Mariane                             |

### Phim
| Năm  | Tên                | Vai                  | Chú thích     | Ref.   |
| ---- | ------------------ | -------------------- | ------------- | ------ |
| 2014 | Big Hero 6         | GoGo Tomago (voice)  | Supporting    | [ 7 ]  |
| 2014 | A Noite da Virada  | Invited to the party | Participation | [ 8 ]  |
| 2016 | É Fada!            | Geraldine (Fairy)    | Protagonist   | [ 9 ]  |
| 2016 | O Amor de Catarina | Catarina             | Protagonist   | [ 10 ] |
| 2017 | Gosto se Discute   | Cristina             | Protagonist   | [ 11 ] |
| 2018 | De Novo, Não!      | Camilla Mendes       | Protagonist   | [ 12 ] |

## Sân khấu
| Năm  | Tên                              | Vai                         | Ref.   |
| ---- | -------------------------------- | --------------------------- | ------ |
| 2010 | Calígula                         | Cesonia                     | —      |
| 2010 | Quem Tem Medo da Família Addams? | Mortícia Addams             | —      |
| 2011 | O Amor é Uma Flor Roxa           | —                           |        |
| 2012 | Eu Quero Sexo                    | Bianca/Lady Diaba           | [ 13 ] |
| 2012 | A Casa do Terror                 | —                           | [ 14 ] |
| 2014 | Deu Branco                       | Herself                     | [ 15 ] |
| 2015 | Deixa Eu Te Contar               | Herself (with Bruna Louise) | [ 16 ] |

## Radio
| Năm  | Chương trình | Vai                   |
| ---- | ------------ | --------------------- |
| 2012 | Boa na Pan   | Jovem Pan FM Curitiba |

## Sách
| Năm  | Tên                          | Phát hành | Ref.   |
| ---- | ---------------------------- | --------- | ------ |
| 2015 | Muito Mais Que 5inco Minutos | Paralela  | [ 17 ] |
| 2016 | Tá Gravando. E Agora?        | Paralela  | [ 18 ] |
| 2017 | Querido Dane-se              | Paralela  | [ 19 ] |

## Âm nhạc
| Năm  | Tên                                                                             | Hãng đĩa            | Chú thích                                        |
| ---- | ------------------------------------------------------------------------------- | ------------------- | ------------------------------------------------ |
| 2012 | Eu Sou Mesmo Piriguete                                                          | Independent         | Parody for the YouTube channel "5inco Minutos"   |
| 2012 | I Hate Christmas                                                                | Head Media BR       | Parody for the YouTube channel "5inco Minutos"   |
| 2013 | TPM é Foda                                                                      | Independent         | Parody for the YouTube channel "5inco Minutos"   |
| 2015 | Bang (Anitta)                                                                   | Movid Films         | Parody for the YouTube channel "5inco Minutos"   |
| 2015 | Canção de Natal                                                                 | Independent         | Parody for the YouTube channel "5inco Minutos"   |
| 2016 | Work (Rihanna)                                                                  | Movid Films         | Parody for the YouTube channel "5inco Minutos"   |
| 2016 | Sou Fadona                                                                      | Warner Music Brasil | Soundtrack for movie "É Fada!"                   |
| 2016 | É Fada!                                                                         | Warner Music Brasil | Soundtrack for movie "É Fada!"                   |
| 2016 | Dia, Lugar e Hora                                                               | Independent         | Parody for the YouTube channel "5inco Minutos"   |
| 2016 | Odiei Crescer (Felipe Castanhari feat. Kéfera and Christian Figueiredo)         | Independent         | Parody for "The Ovomaltine e Os Extraordinários" |
| 2017 | Cansei de Estudar (Christian Figueiredo feat. Kéfera and Felipe Castanhari)     | Independent         | Parody for "The Ovomaltine e Os Extraordinários" |
| 2017 | Despacito (Luis Fonsi)                                                          | Movid Films         | Parody for the YouTube channel "5inco Minutos"   |
| 2017 | Stalkiei Sem Intenção (Kéfera feat. Christian Figueiredo and Felipe Castanhari) | Movid Films         | Parody for "The Ovomaltine e Os Extraordinários" |

## Giải thưởng và đề cử
| Năm  | Giải thưởng           | Thể loại                       | Kết quả   | Chú thích |
| ---- | --------------------- | ------------------------------ | --------- | --------- |
| 2016 | Geração Glamour Award | YouTuber of the year (2015)    | Đoạt giải | [ 21 ]    |
| 2016 | Meus Prêmios Nick     | Favorite Female YouTuber       | Đoạt giải | [ 22 ]    |
| 2017 | Kids' Choice Awards   | Favorite Brazilian Personality | Đề cử     | [ 23 ]    |
| 2017 | BreakTudo Awards      | Best Female Youtuber           | Đoạt giải | [ 24 ]    |